# 羅塔赫河

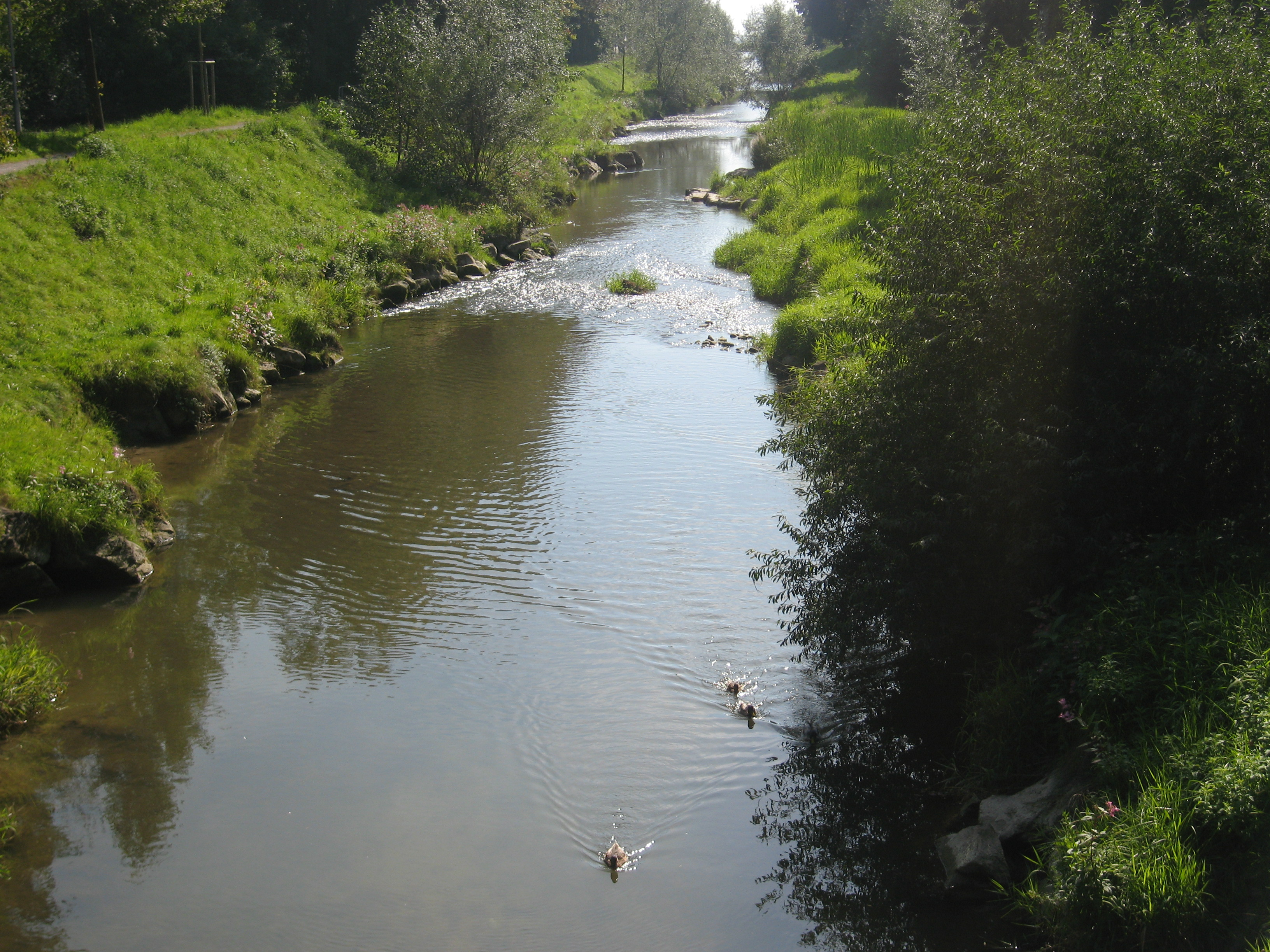

羅塔赫河是德國的河流，位於巴登－符騰堡州，河道全長38.8公里，流域面積130平方公里，發源自維爾黑爾姆斯多爾夫附近，河畔城鎮有腓特烈港。